# Zemaljsko antifašističko vijeće narodnog oslobođenja Sandžaka
Zemaljsko antifašističko vijeće narodnog oslobođenja Sandžaka (ZAVNOS) bilo je najviše političko tijelo Sandžaka u vrijeme antifašističkog rata. Utemeljeno je u Pljevljima 20. studenoga 1943. godine.

## Povijest
Slijedeći ideje o nacionalnom i socijalnom oslobođenju ugrađene u platformi Narodnooslobodilačke borbe, a cijeneći sudjelovanje i antifašističku borbu naroda Sandžaka, predsjedništvo Antifašističkog vijeća narodnog oslobođenja Jugoslavije na Drugom zasjedanju 29. studenoga 1943. godine u Jajcu je donijelo odluku u kojoj je među ostalim naveden i ZAVNO Sandžaka u funkciji osnovnoga organa narodne vlasti u Sandžaku.
Inicijativni su odbor među ostalim činili partijski rukovoditelj Sreten Vukosavljević, profesor Beogradskog sveučilišta, te muftija Murad ef. Šećeragić, vrhovni šerijatski sudac i povjerenik Islamske zajednice za Sandžak, Crnu Goru i Srbiju u Kraljevini Jugoslaviji.
Zemaljsko antifašističko vijeće narodnog oslobođenja Sandžaka (ZAVNOS) osnovano je 20. studenog 1943. godine u Pljevlji. Prvi trag inicijative za osnivanje ZAVNOS-a može se naći u pismu Josipa Broza Tita upućenom u jesen 1943. godine Ivanu Milutinoviću, delegatu CK KPJ, u kojem Tito izražava želju da se formira jedno vijeće za cijelu teritoriju Crne Gore, Boke, Sandžaka i Metohije. U pismu se navodi: S»matram da bi bilo potrebno da vi što prije pristupiti u Crnoj Gori, Boki, Sandžaku i Metohiji - pripremanju konferencije antifašističkog vijeća narodnog oslobođenja za te krajeve, i to, po mogućnosti, odozdol, demokratskim putem, tajnim biranjem po srezovima.«.
Međutim, Titova ideja da se osnuje jedno vijeće za sve ove »krajeve«, kako ih je on nazvao, nije ispoštovana, te mu Ivan Milutinović odgovara 15. listopada 1943. godine da je osnovano vijeće za Crnu Goru i Boku i u pismu uopće ne spominje Sandžak i Metohiju. Istovremeno, u jesen 1943. godine, kapitulacijom Italije u Drugom svjetskom ratu, došlo je oslobođenja Pljevlja, Bijelog Polja, Nove Varoši, te dijela Novog Pazara, Tutin, Sjenice i Priboja, što je izazvalo ubrzano rasplamsavanje antifašističkog pokreta u ovim mjestima i nekoliko mjeseci poslije dovelo do osnutka ZAVNOS-a.
Na prvom zasjedanju ZAVNOS-a odabrana su 62 vijećnika, i to: 14 iz pljevaljskog i bijelopoljskog sreza, 12 iz mileševskog sreza i po 11 iz kotara Priboj i Nova Varoš. Među izabranim vijećnicima bilo je pripadnika svih nacionalnosti, socijalne strukture i vjeroispovijesti, a također i pet žena.
Tada je formiran i Izvršni odbor ZAVNOS-a sa Sretenom Vukosavljevićem kao predsjednikom, te Muratom ef. Šećeragićem, Dušanom Ivovićem i Mirkom Ćukovićem kao potpredsjednicima. ZAVNOS je imao: Predsjedništvo, Izvršni odbor (Vladu), sedam odsjeka – upravni, privredno-finansijski, prosvjetni, informativno-propagandni, socijalni, zdravstveni i vjerski. Područje na kojem je ZAVNOS imao jurisdikciju činilo je osam sandžačkih srezova: deževski, sjenički, pribojski, prijepoljski, štavički, novovaroški, bjelopoljski i pjevaljski.
Pokrenut je list Glas Sandžaka, organ ZAVNOS-a, koji je počeo izlaziti 15. lipnja 1944. godine. Izvršni odbor (Vlada Sandžaka) bio je stalno u pokretu, a nakon konačnog oslobođenja Sandžaka 13. siječnja 1945. godine bio je smješten u Novom Pazaru.
Trećom odlukom sa Drugog zasjedanja AVNOJ-a Sandžaku se dodjeljuje federalni status i ravnopravan odnos sa svim ostalim republikama i pokrajinama Jugoslavije. U stavu 3. te odluke stoji:
ZAVNOS je ukinut 29. ožujka 1945. godine na zasjedanju u Novome Pazaru, područje pod upravom ZAVNOS-a podijeljeno je između NR Crne Gore i NR Srbije. Na zasjedanju u Novome Pazaru 29. ožujka 1945. ZAVNOS je zaključio podijeliti područje Sandžaka između Crne Gore i Srbije time raspustilo to tijelo javne uprave. Zemaljsko antifašističko vijeće narodnog oslobođenja Sandžaka poslužilo je svrsi rasplamsavanja i širenja partizanskog pokreta, ali nije uspjelo prerasti u saveznu jedinicu Demokratske Federativne Jugoslavije. 
Odluka o podjeli Sandžaka donijeta je na sjednici Predsjedništva AVNOJ-a bez prethodnoga izjašnjavanja naroda, suprotno volji dijela političkog rukovodstva ovog upravnog područja, utjecala je da jedan dio vodećih ljudi Sandžaka ne sudjeluje u njezinoj primjeni. Za dio manjine radilo se o »političkoj grešci«. Sreten Vukosavljević, predsjednik i Mirko Ćuković, treći potpredsjednik ZAVNOS, odbili su nazočiti posljednjemu zasjedanju ZAVNOS-a. Oni nisu ni potpisali odluku od 29. ožujka 1945., već su to učinili prvi potpredsjednik Murat Ševarović i drugi potpredsjednik Dušan Ivković.